# Вальдкрайбург
Вальдкра́йбург (нем. Waldkraiburg) — город в Баварии (Германия), в округе Мюльдорф-на-Инне. Население около 24000 человек (немцы, турки, выходцы из бывшего СССР, а также этнические немцы из Румынии, которые собственно и основали город). Здесь вырос известный певец в Германии Петер Маффай, (нем. Peter Maffay). Город расположен на реке Инн, примерно в 10 км от Мюльдорфа и в 60 км от Мюнхена.